# Nusakan
Nusakan (Beta CrB, β Coronae Borealis, β CrB) è la seconda stella più luminosa della costellazione della Corona Boreale, dopo Gemma. Di magnitudine apparente +3,68, dista 114 anni luce dal sistema solare. Il nome tradizionale Nusakan deriva dall'arabo An-Nasaqan, che significa "Le due serie". Nel 2016 il Gruppo di lavoro sui nome delle stelle della UAI per standardizzare e catalogare i nomi propri delle stelle, assegnò ufficialmente il nome Nusakan alla componente principale del sistema, β Coronae Borealis A.

## Caratteristiche
Nusakan è una stella binaria spettroscopica; è stata scoperta tale nel 1907 con osservazioni effettuate all'osservatorio Lick. Le due componenti sono separate da 0,3 secondi d'arco, che, alla distanza di 114 anni luce, corrispondono a circa 10 UA. Il periodo orbitale è di 10,5 anni. La componente principale è 4 volte più luminosa della secondaria; la loro luminosità è rispettivamente 26 e 7 volte maggiore di quella del Sole. La classe spettrale è F0p, dove la "p" indica che si tratta di una stella peculiare, in quanto il suo spettro presenta anomalie relative all'abbondanza di certi elementi chimici. L'ossigeno è scarsamente presente, mentre al contrario, elementi come lo stronzio, il cromo e l'europio sono più abbondanti della norma. Le masse delle due componenti sono rispettivamente 1,77 e 1,21 volte quella del Sole, con la principale che ha un raggio circa 2,5 volte quello della nostra stella.
Nusakan è catalogata come Stella Ap a rapida oscillazione, un sottotipo della variabile Alfa2 Canum Venaticorum che presenta rapide pulsazioni fotometriche; la sua luminosità varia di 0,07 magnitudini in un periodo di 18,5 giorni, che equivale al suo periodo di rotazione.